# Longmen Shan (Sichuan)
Longmen Shan (chinesisch 龍門山 / 龙门山, Pinyin Lóngmén Shān – „Drachentor-Gebirge“) ist ein Gebirgszug in der chinesischen Provinz Sichuan in Südwest-China und verläuft am nordwestlichen Rand des Sichuan-Beckens (Roten Beckens) zwischen Guangyuan, Beichuan und Dujiangyan von Nordost nach Südwest auf einer Höhe von 1000 bis 1500 Metern. Es ist der östliche Rand des Tibetischen Hochlands. 
Die seismisch aktive Longmenshan-Verwerfung (龍門山斷裂帶 / 龙门山断裂带,  Lóngmén Shān Duànlièdài – „Longmenshan-Verwerfungszone“ bzw. 龍門山大斷層 / 龙门山大断层,  Lóngmén Shān Dà Duàncéng – „große Longmenshan-Verwerfungschicht“ u. a.), die als Ursache der Katastrophe des Erdbebens vom 12. Mai 2008 gilt und der Longmenshan-Erdbebengürtel (龍門山地震帶 / 龙门山地震带,  Lóngmén Shān Dìzhèndài) sind nach dem Gebirge benannt.